# Sebha
Sabha (àrab: سبها, Sabhā) és una ciutat i xabiyya al centre-sud de Líbia. Era la capital de la regió de Fezzan i ara és la capital de la xabiyya de Sabha, amb una població de 130.000 habitants.